# Вписанный угол
Вписанный угол — это угол, вершина которого лежит на окружности, а стороны пересекают эту окружность. 

## Связанные определения
- Говорят, что вписанный угол опирается на дугу, высекаемую им на окружности, или же опирается на хорду, соединяющую концы этой дуги.

## Свойства
- Теорема о вписанном угле: Вписанный угол равен половине центрального угла, опирающегося на ту же дугу, и дополняет до 180° половину центрального угла, опирающегося на дополнительную дугу. В любом случае вписанный угол равен половине угловой меры дуги, на которую он опирается[1].
  - Следствия:
    - Вписанные углы, опирающиеся на одну и ту же дугу, равны.

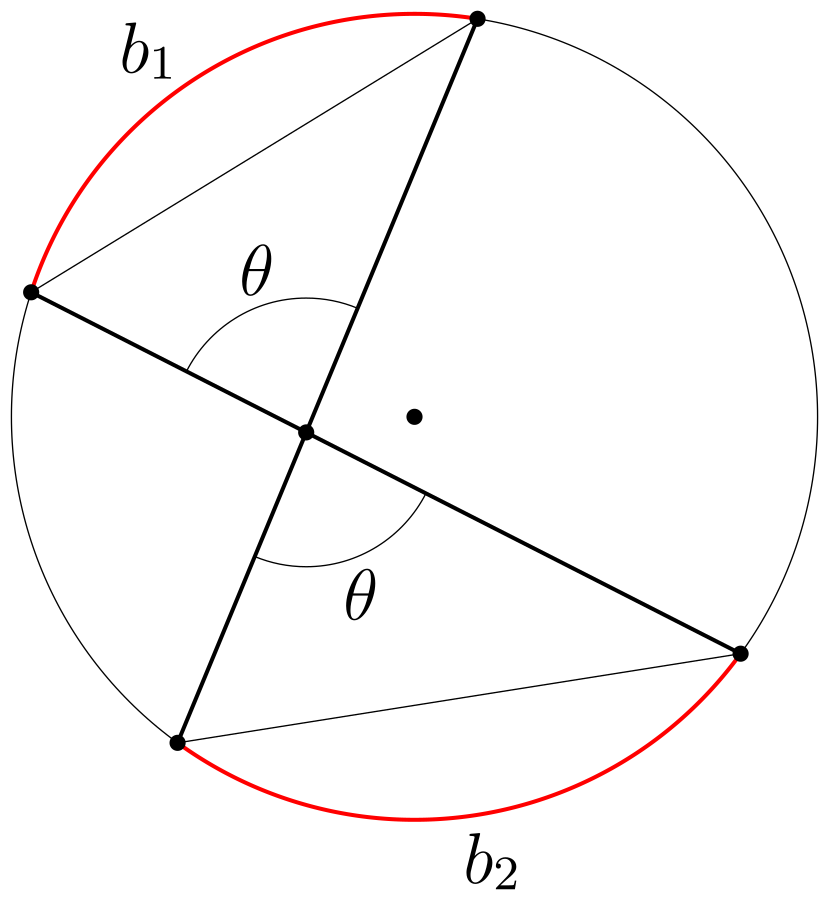

    - Вертикальные углы, образованные пересечением отрезков, перекрёстно соединяющих концы двух непересекающихся хорд, равны полусумме угловых мер стягиваемых хордами дуг, либо дополняют эту полусумму до 180°.

## Метод вспомогательной окружности
На теореме о вписанном угле основан метод решения геометрических задач, так называемый метод вспомогательной окружности.
Идея метода состоит в использовании теоремы о вписанном угле и её обратной для нахождения вписанных четырёхугольников и далее использовании их для нахождения углов. Следующая задача является классическим примером на использование этого метода:
- Предположим три прямые проходящие через одну точку делят плоскость на 6 равных углов. Доказать, что ортогональные проекции произвольной точки на эти три прямые образуют правильный треугольник.